# Бигл зечар
Бигл зечар (фр: beagle-harrier) је гонич пореклом из Француске. Пас је средње величине, између 45 и 50 цм, а тешки су између 19 и 21 кг.

## Историја
Бигл зечар је узгајан у Францској у 19. веку. Угајани су за лов на зечеве и јелене у чопору. Историја ове пасмине прилично је непозната, стога се сматра да је бигл зечар највероватније настао укрштањем бигла и зечара или представља средишњу тачку између ове две пасмине. Међународна кинолошка федерација је ову расу признала 1974. године, а уједињени кинолошки савез је ову расу признао 1996. године. Данас се ова раса тешко може наћи у Француској, а још ређе у другим државама.

## Карактеристике пса

### Нарав
Бигл зечар је послушан пас који ужива у друштву својим власника и чланова породице. Добро се слаже са децом и другим кућним љубимцима, укључујући и друге псе у породици, ако је на време извршена социјализација. С обзиром да је у питању гонич и ловачки пас, привлаче га разни мириси, па чак може доћи до тога да побегне ако га привуче мирис или траг. Током играња ловачких игара показивање ревност и енергију. Бигл зечар је одан, миран и опуштен и све га ово чини добрим породичним љубимцем. Међутим, због своје ревности, више им одговара рурално подручје и предграђе у поређењу са градовима.

### Општи изглед
Лобања је истински широка и прилично пространа. Усне покривају доњу вилицу. Очи су добро отворене, тамне боје. Уши су кратке и средње широке. Усађене у висини линије очију. У средњем делу благо заобљене, падају равно на лобању и уврћу се у доњем делу у благи овал. Длака је прилично дебела, није прекратка али погегла. Бигл зечар је тробојан (лавља боја са црним седлом и бела), при чему седло није од великог значаја, са више или мање јакопламеном бојом. Може бити такође сив, тробојна (сиво или бело) сив пас.

## Нега и здравље
Средње и велико ограђено двориште оптимално је за бигл зечара. Потребна му је активност како би се избегла лењост и деструктивно понашање. Трчање, шетање и играње се мора редовно спроводити. Што се тиче неге, потребна му је минимална нега. Купати га само када се испрља како би не би изгубио природна уља коже. Проверавати и чистити уши и очи на недељном нивоу како би се избегле инфекције. Што се тиче здравље, дисплазија кука је једини здравствени проблем који погађа бигл зечаре.
Животни век ове пасмине је од 12 до 14 година.